# 三光稲荷神社 (犬山市)

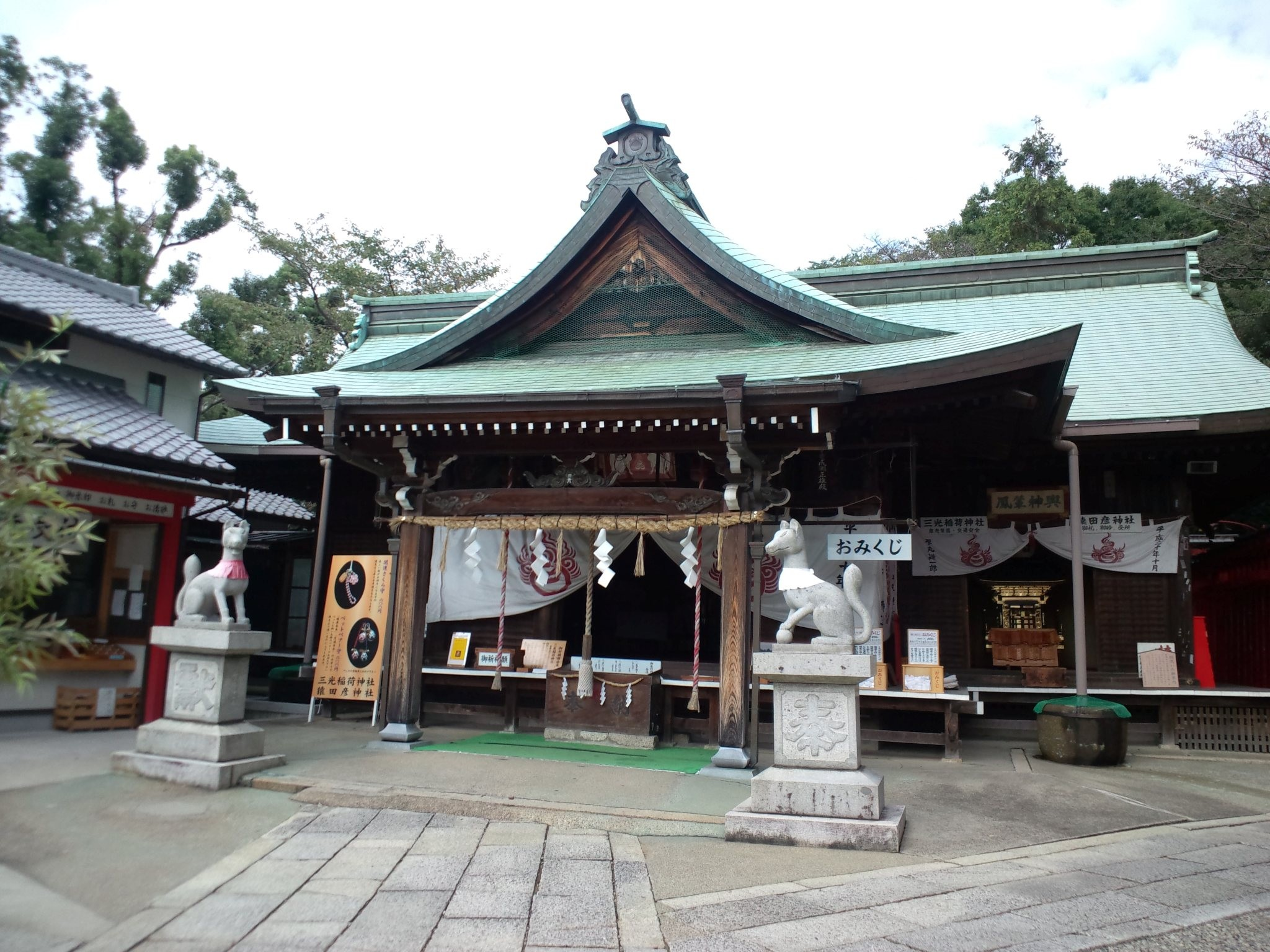
社殿

三光稲荷神社（さんこういなりじんじゃ）は、愛知県犬山市にある神社である。針綱神社、犬山神社と同じく、犬山城の南の登城入り口近くにある。

## 概略
- 創建時期は不明。かつては三狐山（三光山）[1]に鎮座し、犬山城主織田信康の保護を受けていたという[2]。江戸時代以降、犬山城主成瀬氏の守護神とされる。神仏習合で三光寺とも称していたが、明治時代初期の神仏分離により三光稲荷神社となる。
- 1964年（昭和39年）、現在地（針綱神社西）に移転する。
- 猿田彦大神を祀る猿田彦神社は犬山猿田彦神社ともいい、三光稲荷神社の境内社であるが、独立した存在である。社務所でも三光稲荷神社と猿田彦神社を併記している。

## 祭神
- 宇迦御魂大神
- 猿田彦大神
- 大宮女大神

## 交通機関
- 名古屋鉄道犬山線犬山駅より徒歩20分
- 名古屋鉄道犬山線犬山遊園駅より徒歩15分
- 各務原市ふれあいバス循環休日線「犬山城」バス停下車　（土休日運行）